# 布里奇波特 (紐約州)
布里奇波特（英語：Bridgeport）是位於美國紐約州麥迪遜縣及奧農達加縣的普查規定居民點。

## 人口
根據2020年美國人口普查的數據，布里奇波特的面積為5.03平方千米，當中陸地面積為4.99平方千米，而水域面積為0.04平方千米。當地共有人口1389人，而人口密度為每平方千米276.14人。